# Mohamed Al Ghanodi
Mohamed Al Ghanodi, né le 22 novembre 1992, est un footballeur international libyen. Il évolue au poste d’Attaquant à l’Al-Ahli SC.

## Biographie
Il remporte le CHAN 2014 avec la Libye.